# Gianconiglio
Gianconiglio, međunarodno poznat kao Sonny, talijanski je strip koji je stvorio Carlo Peroni.
Strip je pokrenut 1971. godine, a objavljen je u strip časopisu Il Corriere dei Piccoli, s Carlom Tribertijem kao scenaristom. Preveden je u nizu zemalja, postižući izvanredan uspjeh u Njemačkoj. Tijekom godina izmjenjivalo se nekoliko drugih autora, kao što su Roberto Arghinoni, François Corteggiani i Umberto Volpini kao autori i Umberto Manfrin, Pinù Intini i Attilio Ortolani kao crtači.